# Kabinett Sanader II
Das Kabinett Sanader II bildete unter Premierminister Ivo Sanader ab dem 12. Januar 2008 die zehnte Regierung der Republik Kroatien (kroatisch Vlada Republike Hrvatske). Am 7. Juli 2009 wurde es vom Kabinett Kosor abgelöst.

## Mitglieder der Regierung

### Präsident der Regierung
- Ivo Sanader

### Stellvertreter
- Jadranka Kosor, stellvertretende Vorsitzende
- Damir Polančec, stellvertretender Vorsitzender
- Đurđa Adlešić, stellvertretende Vorsitzende
- Slobodan Uzelac, stellvertretender Vorsitzender

### Ministerien und deren Minister
- Ministerium der Finanzen – Ivan Šuker
- Ministerium für Wirtschaft, Arbeit und Selbständige – Damir Polančec
- Ministerium für Kultur – Božo Biškupić
- Ministerium für das Meer, Verkehr und Infrastruktur – Božidar Kalmeta
- Ministerium für Familie, Veteranen und generationenübergreifende Solidarität – Jadranka Kosor
- Verteidigungsministerium – Branko Vukelić